# Finlands vetenskapliga bibliotekssamfund
Finlands vetenskapliga bibliotekssamfund (finska: Suomen tieteellinen kirjastoseura) är ett vetenskapligt samfund inom informationsservicesektorn som grundades 1929.
Samfundet har till ändamål att främja forsknings- och informationsverksamheten på området och att utveckla yrkesskickligheten hos personer som är verksamma vid de vetenskapliga biblioteken. Samfundet utger bland annat medlemstidskriften Signum. Samfundet är en medlemsorganisation i Vetenskapliga samfundens delegation.
Antalet medlemmar var 2018 cirka 700.